# Oituz (Bacău)
Oituz (antiguamente Grozești) es una comuna rumana del condado de Bacău.

## Geografía
La comuna se encuentra el valle medio del río Oituz.

## Historia
Hacia finales del siglo XIX, la comuna, que ya por entonces pertenecía al condado de Bacău, estaba compuesta por las localidades de  Grozeşti, Ferăstrău, Marginea y Călcîi y tenía contabilizada una población de 3288 habitantes, entre los que se encontraban 1660 rumanos, 7 griegos, 1538 húngaros, 14 italianos, 1 inglés, 10 armenios y 58 judíos.
En 1968 la comuna cambió su nombre por el de Oituz. En la segunda mitad del siglo XX la comuna había pasado a estar formada por las localidades de Oituz, Călcâi, Ferestrău-Oituz, Hârja, Marginea y Poiana Sărată. En el censo de 2021 la comuna tenía una población de 8701 habitantes.